# Banco de San Petersburgo
Banco de San Petersburgo es un banco ruso creado en 1990 en San Petersburgo. De acuerdo con el sitio web oficial del banco, el Banco de San Petersburgo está implementado principalmente en el Noroeste de Rusia. El banco está listado en la bolsa de Moscú.
Alexander Savelyev es el presidente del consejo de administración del banco.